# Gaultheria nubigena
Gaultheria nubigena, es una especie de arbusto perteneciente  a la familia  Ericaceae.

## Descripción
Es un arbusto enano con tallos rastreros. Las hojas de 10-16 x 8-12 mm, ovadas a redondeadas, o débilmente cordiformes en la base, glabras en el haz, finamente pubescentes en el envés, margen con pelos ciliados color castaño de 2 mm de largo. Pedúnculos hasta 2 cm de largo, pedicelos de 3-4 mm de largo. Corola de 5 mm, color rosado. Los frutos son globosos, secos.

## Distribución y hábitat
Es un arbusto andino poco conocido con una distribución muy restringida a la Cordillera de los Andes de Chile y Argentina (Neuquén y Río Negro). En Chile sólo se conocen dos grupos, las cuales se encuentran separadas por alrededor de 350 km. Una de estas se encuentra dentro del parque nacional Conguillío en la IX Región (provincia de Cautín). Aquí la especie crece sobre el límite altitudinal de Araucaria araucana (1.760 m) sobre rocas húmedas, sombrías de exposición norte. Su
única otra localidad conocida está en las faldas del Volcán Yate en el Estuario de Reloncaví de la X Región (provincia de Llanquihue.

## Taxonomía
Gaultheria nubigena  fue descrita por (Phil.) B.L.Burtt & Sleumer y publicado en Notizblatt des Botanischen Gartens und Museums zu Berlin-Dahlem 13: 207. 1936.
Etimología
Gaultheria, nombre genérico, mal escrito,  otorgado por el escandinavo Pehr Kalm en 1748 en honor de Jean François Gaultier de Quebec.
nubigena: epíteto latíno que significa "de las nubes"
Sinonimia
- Pernettya nubigena Phil.[5]